# Marcus Grönholm
Marcus Ulf Johan Grönholm, detto Bosse (Kauniainen, 5 febbraio 1968), è un ex pilota di rally finlandese, vincitore delle edizioni 2000 e 2002 del Campionato Mondiale Rally a bordo di una Peugeot 206 WRC.
È il padre di Niclas, pilota di rallycross di livello internazionale.

## Biografia
Ha debuttato nei rally nel 1987, e nel mondiale nel 1989, al Rally di Finlandia con una Lancia Delta Integrale.

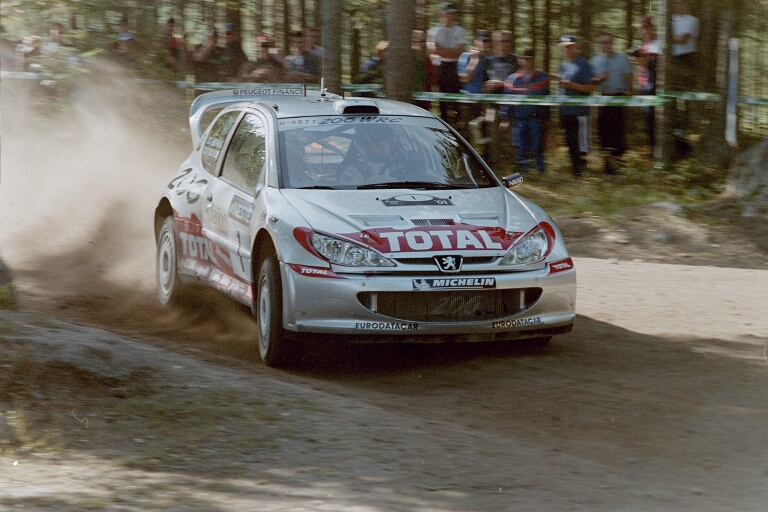
Marcus Grönholm al Rally di Finlandia del 2001

Nonostante il notevole talento, la vera opportunità di correre per una scuderia ufficiale arriva solo nel 2000, quando disputa la sua prima intera stagione con la Peugeot 206 WRC, surclassando il compagno di squadra François Delecour.
Nel 2000, al Rally di Svezia ha colto la prima vittoria nel Campionato Mondiale Rally ed ha conquistato il suo primo titolo; nel 2002 è arrivato il suo secondo Mondiale, sempre con la Peugeot 206 WRC.
Nel 2004 e nel 2005 gareggia a bordo della nuova Peugeot 307 WRC e si aggiudica, nei due anni, due volte il Rally di Finlandia ed una volta il Rally di Giappone.
Il suo navigatore ufficiale nel WRC è il finnico Timo Rautiainen che tra l'altro è suo cognato.

Nel 2006 gareggia per il team BP Ford World Rally Team a bordo delle loro Ford Focus WRC con le quali vince la gara d'esordio a Monte Carlo, grazie anche ad un errore di guida del Campione del Mondo in carica Sébastien Loeb, e la seconda gara della stagione svoltasi in Svezia. Altre vittorie vengono ottenute in Grecia, Finlandia, Turchia, Nuova Zelanda e Galles. Finirà secondo in classifica.

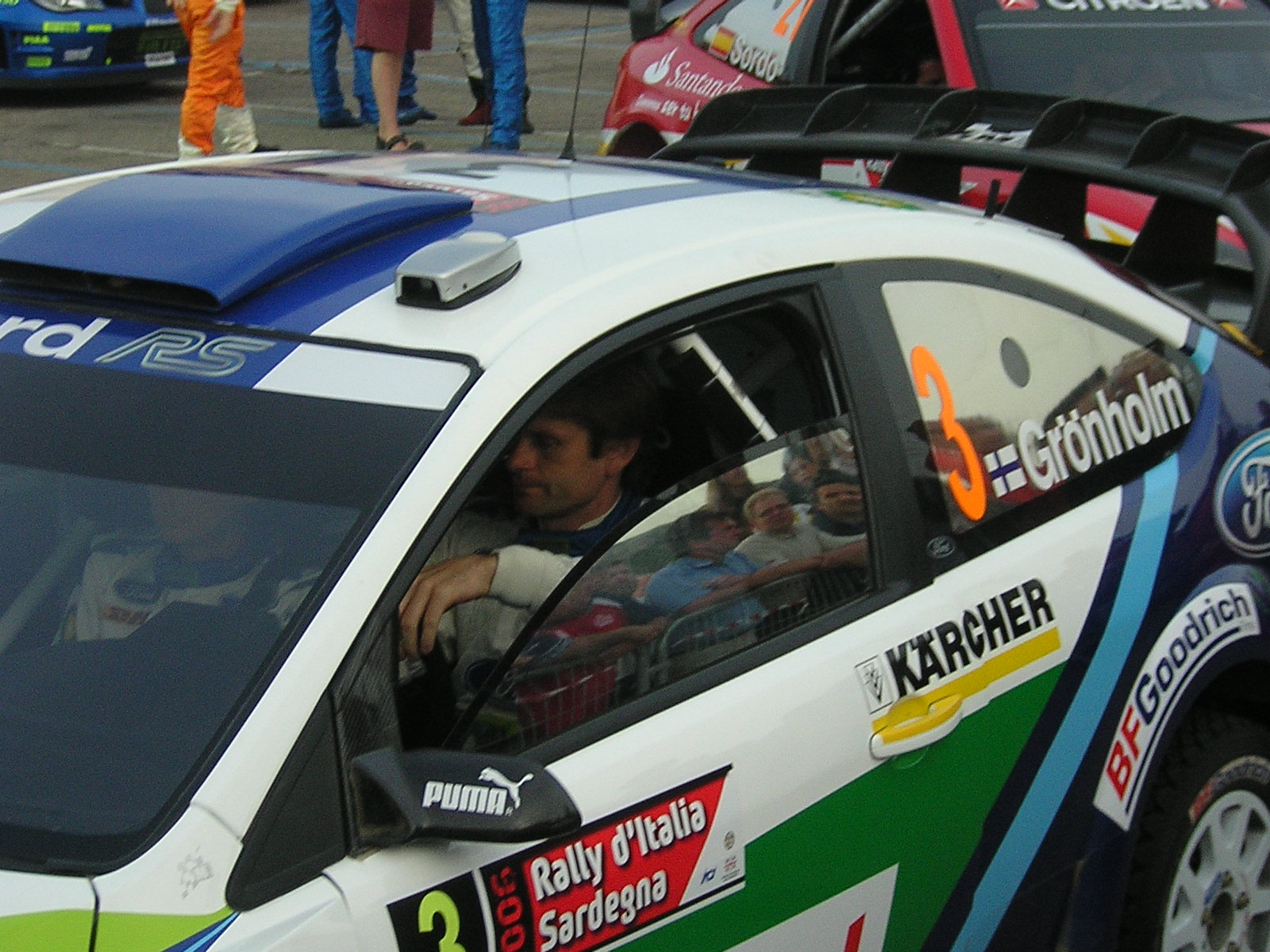
Gronholm al Rally di Sardegna 2006

A fine stagione, grazie ai suoi piazzamenti ed a quelli di una proficua spalla quale Mikko Hirvonen, Marcus Gronholm regala alla Ford il Campionato del Mondo Rally Costruttori.
Nel 2007 corre ancora per il team M-Sport di Malcolm Wilson che gestisce i programmi rally Ford nel WRC. Ottimo è stato l'avvio di stagione per il pilota finnico con 3 vittorie, Svezia, Sardegna e Acropoli (Grecia) e grazie a 3 secondi posti gli valgono il primo posto provvisorio nel mondiale.
Dopo esser stato primo per gran parte della stagione 2007, vincendo anche in Finlandia e in Nuova Zelanda, dove batté Loeb per soli tre decimi, Gronholm ha perso il titolo all'ultima gara contro Sebastien Loeb, appunto, su Citroen C4 WRC, a causa soprattutto di una sciagurata uscita di strada nel penultimo rally della stagione in Irlanda. Porterà comunque, assieme a Mikko Hirvonen, il secondo titolo costruttori alla Ford.
A fine 2007, il finlandese decide di ritirarsi dalle competizioni e saluta ufficialmente la carovana del Mondiale WRC.
Il 6 luglio 2008 ha debuttato nel Campionato europeo di rallycross partecipando al GP di Svezia al volante di una Fiesta ST ERC del Ford Team RS Europe, (una vettura della potenza di circa 600 cavalli), vincendo la prova.
In seguito ha disputato altre gare di rallycross e, a partire dal 2011, ha preso parte al Global Rallycross Championship dove è giunto secondo assoluto nel campionato. Nel 2012 ha vinto due gare sulle tre disputate.
È membro del Mensa.

## Dopo il ritiro
Nel 2015 ha fondato la squadra GRX Management Team Ltd, con l'intento di valorizzare nuovi talenti nel mondo del motorsport.

## Risultati nel WRC
| 1989 | Scuderia | Vettura                |  |  |  |  |  |  |  |  |    |  |  |  |  |  |  |  | Punti | Pos. |
| ---- | -------- | ---------------------- |  |  |  |  |  |  |  |  | -- |  |  |  |  |  |  |  | ----- | ---- |
| 1989 |          | Lancia Delta Integrale |  |  |  |  |  |  |  |  | 23 |  |  |  |  |  |  |  | 0     |      |

| 1990 | Scuderia | Vettura               |  |  |  |  |  |  |  |     |  |  |  |  |  |  |  |  | Punti | Pos. |
| ---- | -------- | --------------------- |  |  |  |  |  |  |  | --- |  |  |  |  |  |  |  |  | ----- | ---- |
| 1990 |          | Toyota Celica GT-Four |  |  |  |  |  |  |  | Rit |  |  |  |  |  |  |  |  | 0     |      |

| 1991 | Scuderia | Vettura               |  |  |  |  |  |  |  |  |    |  |  |  |  |  |  |  | Punti | Pos. |
| ---- | -------- | --------------------- |  |  |  |  |  |  |  |  | -- |  |  |  |  |  |  |  | ----- | ---- |
| 1991 |          | Toyota Celica GT-Four |  |  |  |  |  |  |  |  | 13 |  |  |  |  |  |  |  | 0     |      |

| 1992 | Scuderia | Vettura               |  |     |  |  |  |  |  |  |     |  |  |  |  |  |  |  | Punti | Pos. |
| ---- | -------- | --------------------- |  | --- |  |  |  |  |  |  | --- |  |  |  |  |  |  |  | ----- | ---- |
| 1992 |          | Toyota Celica GT-Four |  | Rit |  |  |  |  |  |  | Rit |  |  |  |  |  |  |  | 0     |      |

| 1993 | Scuderia | Vettura                 |  |  |  |  |  |  |  |  |    |  |  |  |  |  |  |  | Punti | Pos. |
| ---- | -------- | ----------------------- |  |  |  |  |  |  |  |  | -- |  |  |  |  |  |  |  | ----- | ---- |
| 1993 |          | Toyota Celica Turbo 4WD |  |  |  |  |  |  |  |  | 10 |  |  |  |  |  |  |  | 1     | 65º  |

| 1994 | Scuderia | Vettura                 |  |  |  |  |  |  |  |   |  |  |  |  |  |  |  |  | Punti | Pos. |
| ---- | -------- | ----------------------- |  |  |  |  |  |  |  | - |  |  |  |  |  |  |  |  | ----- | ---- |
| 1994 |          | Toyota Celica Turbo 4WD |  |  |  |  |  |  |  | 5 |  |  |  |  |  |  |  |  | 8     | 19º  |

| 1995 | Scuderia | Vettura                 |  |     |     |  |     |  |  |  |  |  |  |  |  |  |  |  | Punti | Pos. |
| ---- | -------- | ----------------------- |  | --- | --- |  | --- |  |  |  |  |  |  |  |  |  |  |  | ----- | ---- |
| 1995 |          | Toyota Celica Turbo 4WD |  | Rit | Rit |  | Rit |  |  |  |  |  |  |  |  |  |  |  | 0     |      |

| 1996 | Scuderia | Vettura               |   |  |  |  |  |   |  |  |  |  |  |  |  |  |  |  | Punti | Pos. |
| ---- | -------- | --------------------- | - |  |  |  |  | - |  |  |  |  |  |  |  |  |  |  | ----- | ---- |
| 1996 |          | Toyota Celica GT-Four | 7 |  |  |  |  | 4 |  |  |  |  |  |  |  |  |  |  | 14    | 10º  |

| 1997 | Scuderia | Vettura                                    |  |   |  |     |  |  |   |  |  |     |  |  |  |   |  |  | Punti | Pos. |
| ---- | -------- | ------------------------------------------ |  | - |  | --- |  |  | - |  |  | --- |  |  |  | - |  |  | ----- | ---- |
| 1997 |          | Toyota Celica GT-Four e Toyota Corolla WRC |  | 8 |  | Rit |  |  | 4 |  |  | Rit |  |  |  | 5 |  |  | 5     | 12º  |

| 1998 | Scuderia | Vettura                                    |  |   |  |     |     |  |  |  |     |   |  |  |     |  |  |  | Punti | Pos. |
| ---- | -------- | ------------------------------------------ |  | - |  | --- | --- |  |  |  | --- | - |  |  | --- |  |  |  | ----- | ---- |
| 1998 |          | Toyota Celica GT-Four e Toyota Corolla WRC |  | 5 |  | Rit | Rit |  |  |  | Rit | 7 |  |  | Rit |  |  |  | 2     | 16º  |

| 1999 | Scuderia | Vettura                                                         |  |     |  |     |  |  |  |     |  |   |  |   |   |     |  |  | Punti | Pos. |
| ---- | -------- | --------------------------------------------------------------- |  | --- |  | --- |  |  |  | --- |  | - |  | - | - | --- |  |  | ----- | ---- |
| 1999 |          | SEAT Córdoba WRC, Mitsubishi Carisma GT Evo 6 e Peugeot 206 WRC |  | Rit |  | Rit |  |  |  | Rit |  | 4 |  | 8 | 5 | Rit |  |  | 5     | 15º  |

| 2000 | Scuderia      | Vettura         |     |   |     |   |   |   |     |   |   |     |   |   |   |   |  |  | Punti | Pos. |
| ---- | ------------- | --------------- | --- | - | --- | - | - | - | --- | - | - | --- | - | - | - | - |  |  | ----- | ---- |
| 2000 | Peugeot Sport | Peugeot 206 WRC | Rit | 1 | Rit | 2 | 5 | 2 | Rit | 1 | 1 | Rit | 5 | 4 | 1 | 2 |  |  | 65    | 1º   |

| 2001 | Scuderia      | Vettura         |     |     |   |     |     |     |     |     |   |   |   |     |   |   |  |  | Punti | Pos. |
| ---- | ------------- | --------------- | --- | --- | - | --- | --- | --- | --- | --- | - | - | - | --- | - | - |  |  | ----- | ---- |
| 2001 | Peugeot Sport | Peugeot 206 WRC | Rit | Rit | 3 | Rit | Rit | Rit | Rit | Rit | 1 | 5 | 7 | Rit | 1 | 1 |  |  | 36    | 4º   |

| 2002 | Scuderia      | Vettura         |   |   |   |   |   |    |   |     |   |   |   |   |   |     |  |  | Punti | Pos. |
| ---- | ------------- | --------------- | - | - | - | - | - | -- | - | --- | - | - | - | - | - | --- |  |  | ----- | ---- |
| 2002 | Peugeot Sport | Peugeot 206 WRC | 5 | 1 | 2 | 4 | 1 | SQ | 2 | Rit | 1 | 3 | 2 | 1 | 1 | Rit |  |  | 77    | 1º   |

| 2003 | Scuderia      | Vettura         |    |   |   |   |   |     |     |   |     |     |     |   |   |     |  |  | Punti | Pos. |
| ---- | ------------- | --------------- | -- | - | - | - | - | --- | --- | - | --- | --- | --- | - | - | --- |  |  | ----- | ---- |
| 2003 | Peugeot Sport | Peugeot 206 WRC | 13 | 1 | 9 | 1 | 1 | Rit | Rit | 2 | Rit | Rit | Rit | 4 | 6 | Rit |  |  | 46    | 6º   |

| 2004 | Scuderia      | Vettura         |   |   |   |   |    |     |   |     |   |     |   |     |   |   |   |     | Punti | Pos. |
| ---- | ------------- | --------------- | - | - | - | - | -- | --- | - | --- | - | --- | - | --- | - | - | - | --- | ----- | ---- |
| 2004 | Peugeot Sport | Peugeot 307 WRC | 4 | 2 | 6 | 2 | SQ | Rit | 2 | Rit | 1 | Rit | 4 | Rit | 7 | 4 | 2 | Rit | 62    | 5º   |

| 2005 | Scuderia      | Vettura         |   |     |   |   |   |     |   |   |   |   |   |     |   |     |     |     | Punti | Pos. |
| ---- | ------------- | --------------- | - | --- | - | - | - | --- | - | - | - | - | - | --- | - | --- | --- | --- | ----- | ---- |
| 2005 | Peugeot Sport | Peugeot 307 WRC | 5 | Rit | 2 | 2 | 3 | Rit | 3 | 4 | 2 | 1 | 3 | Rit | 1 | Rit | Rit | Rit | 71    | 3º   |

| 2006 | Scuderia              | Vettura           |   |   |   |   |   |    |     |   |   |   |   |   |   |   |   |   | Punti | Pos. |
| ---- | --------------------- | ----------------- | - | - | - | - | - | -- | --- | - | - | - | - | - | - | - | - | - | ----- | ---- |
| 2006 | Ford World Rally Team | Ford Focus RS WRC | 1 | 1 | 8 | 3 | 2 | 10 | Rit | 1 | 3 | 1 | 2 | 2 | 1 | 5 | 1 | 1 | 111   | 2º   |

| 2007 | Scuderia              | Vettura           |   |   |   |   |   |   |   |   |   |   |   |   |   |     |     |   | Punti | Pos. |
| ---- | --------------------- | ----------------- | - | - | - | - | - | - | - | - | - | - | - | - | - | --- | --- | - | ----- | ---- |
| 2007 | Ford World Rally Team | Ford Focus RS WRC | 3 | 1 | 2 | 2 | 4 | 2 | 1 | 1 | 1 | 4 | 1 | 3 | 2 | Rit | Rit | 2 | 112   | 2º   |

| 2009 | Scuderia | Vettura                    |  |  |  |     |  |  |  |  |  |  |  |  |  |  |  |  | Punti | Pos. |
| ---- | -------- | -------------------------- |  |  |  | --- |  |  |  |  |  |  |  |  |  |  |  |  | ----- | ---- |
| 2009 | Prodrive | Subaru Impreza S14 WRC '08 |  |  |  | Rit |  |  |  |  |  |  |  |  |  |  |  |  | 0     |      |

| 2010 | Scuderia                | Vettura               |    |  |  |  |  |  |  |  |  |  |  |  |  |  |  |  | Punti | Pos. |
| ---- | ----------------------- | --------------------- | -- |  |  |  |  |  |  |  |  |  |  |  |  |  |  |  | ----- | ---- |
| 2010 | Stobart M-Sport Ford RT | Ford Focus RS WRC '08 | 21 |  |  |  |  |  |  |  |  |  |  |  |  |  |  |  | 0     |      |

| 2019 | Scuderia | Vettura          |  |    |  |  |  |  |  |  |  |  |  |  |  |  |  |  | Punti | Pos. |
| ---- | -------- | ---------------- |  | -- |  |  |  |  |  |  |  |  |  |  |  |  |  |  | ----- | ---- |
| 2019 | GRX Team | Toyota Yaris WRC |  | 38 |  |  |  |  |  |  |  |  |  |  |  |  |  |  | 0     |      |

| Legenda | 1º posto | 2º posto | 3º posto | A punti | Senza punti | Ritirato | Squalificato | NP=Non partito C=Gara cancellata | Apice=Power stage |

## Palmarès
- 2 Campionati del mondo piloti (copilota Timo Rautiainen): 2000 e 2002, su Peugeot 206 WRC del Team Peugeot Total

### Vittorie nel mondiale WRC
| #  | Rally                                      | Anno | Co-pilota       | Vettura              |
| -- | ------------------------------------------ | ---- | --------------- | -------------------- |
| 1  | 49th International Swedish Rally           | 2000 | Timo Rautiainen | Peugeot 206 WRC      |
| 2  | 30th Rally New Zealand                     | 2000 | Timo Rautiainen | Peugeot 206 WRC      |
| 3  | 50th Neste Rally Finland                   | 2000 | Timo Rautiainen | Peugeot 206 WRC      |
| 4  | 13th Telstra Rally Australia               | 2000 | Timo Rautiainen | Peugeot 206 WRC      |
| 5  | 51st Neste Rally Finland                   | 2001 | Timo Rautiainen | Peugeot 206 WRC      |
| 6  | 14th Telstra Rally Australia               | 2001 | Timo Rautiainen | Peugeot 206 WRC      |
| 7  | 57th Network Q Rally of Great Britain      | 2001 | Timo Rautiainen | Peugeot 206 WRC      |
| 8  | 51st Uddeholm Swedish Rally                | 2002 | Timo Rautiainen | Peugeot 206 WRC      |
| 9  | 30th Cyprus Rally                          | 2002 | Timo Rautiainen | Peugeot 206 WRC      |
| 10 | 52nd Neste Rally Finland                   | 2002 | Timo Rautiainen | Peugeot 206 WRC      |
| 11 | 32nd Propecia Rally New Zealand            | 2002 | Timo Rautiainen | Peugeot 206 WRC      |
| 12 | 15th Telstra Rally Australia               | 2002 | Timo Rautiainen | Peugeot 206 WRC      |
| 13 | 52nd Uddeholm Swedish Rally                | 2003 | Timo Rautiainen | Peugeot 206 WRC      |
| 14 | 33rd Propecia Rally New Zealand            | 2003 | Timo Rautiainen | Peugeot 206 WRC      |
| 15 | 23º Rally Argentina                        | 2003 | Timo Rautiainen | Peugeot 206 WRC      |
| 16 | 54th Neste Rally Finland                   | 2004 | Timo Rautiainen | Peugeot 307 WRC      |
| 17 | 55th Neste Rally Finland                   | 2005 | Timo Rautiainen | Peugeot 307 WRC      |
| 18 | 2nd Rally Japan                            | 2005 | Timo Rautiainen | Peugeot 307 WRC      |
| 19 | 74ème Rallye Automobile Monte-Carlo        | 2006 | Timo Rautiainen | Ford Focus RS WRC 06 |
| 20 | 55th Uddeholm Swedish Rally                | 2006 | Timo Rautiainen | Ford Focus RS WRC 06 |
| 21 | 53rd Acropolis Rally                       | 2006 | Timo Rautiainen | Ford Focus RS WRC 06 |
| 22 | 56th Neste Oil Rally Finland               | 2006 | Timo Rautiainen | Ford Focus RS WRC 06 |
| 23 | 7th Rally of Turkey                        | 2006 | Timo Rautiainen | Ford Focus RS WRC 06 |
| 24 | 36th Propecia Rally New Zealand            | 2006 | Timo Rautiainen | Ford Focus RS WRC 06 |
| 25 | 62nd Wales Rally GB                        | 2006 | Timo Rautiainen | Ford Focus RS WRC 06 |
| 26 | 56th Uddeholm Swedish Rally                | 2007 | Timo Rautiainen | Ford Focus RS WRC 06 |
| 27 | 4º Supermag Rally Italia Sardinia          | 2007 | Timo Rautiainen | Ford Focus RS WRC 06 |
| 28 | 54th BP Ultimate Acropolis Rally of Greece | 2007 | Timo Rautiainen | Ford Focus RS WRC 06 |
| 29 | 57th Neste Oil Rally Finland               | 2007 | Timo Rautiainen | Ford Focus RS WRC 07 |
| 30 | 37th Propecia Rally New Zealand            | 2007 | Timo Rautiainen | Ford Focus RS WRC 07 |